# المواد الإباحية في تركيا
تم إنتاج المواد الإباحية في تركيا منذ السبعينيات. في الواقع، لا تزال تركيا مجرد واحدة من ثلاث دول في الشرق الأوسط (أو الدول المجاورة في الشرق الأوسط) حيث لا يتمُّ حظر المواد الإباحية بشكلٍ كاملٍ، بما في ذلك لبنان وإسرائيل. وفقًا للعرض التقديمي حول "الاستخدام الواعي للإنترنت وخدمة الإنترنت الآمنة"، الذي قدمته دائرة الاتصالات (TIB) في البرلمان التركي، يشاهد مليونا مستخدم عبر الإنترنت أفلامًا إباحية كل دقيقة في تركيا.

قوانين إنتاج المواد الإباحية:
قانوني بشكل عام مع بعض الاستثناءات القصوى
قانوني جزئيًا، في ظل بعض القيود العامة، أو حالة غامضة
غير قانوني
لا توجد معلومات